# Mandala Sena
Mandala Sena is een bestuurslaag in het regentschap Labuhan Batu Selatan van de provincie Noord-Sumatra, Indonesië. Mandala Sena telt 5418 inwoners (volkstelling 2010).